# Souphanouvong
Prințul Souphanouvong (n. 13 iulie 1909, Luang Prabang, Luang Prabang Province⁠(d), Laos – d. 9 ianuarie 1995, Vientiane, Laos) a fost un politician laoțian și primul președinte al țării; a servit între 2 decembrie 1975 și 15 august 1991, în cadrul Partidului Revoluționar Popular Socialist din Laos⁠(d). Alături de frații săi, Souvanna Phouma și Boun Oum, a fost unul dintre cei „Trei Prinți”, reprezentanți ai politicii comuniste din Asia de Est.